# ديفيد تيريل (طبيب)
ديفيد آرثر جون تيريل كان عالم فيروسات بريطاني ومديرا لوحدة الزكام، التي بحثت ودرست الفيروسات التي تسبب الزكام. اكتَشف ديفيد تيريل أول فيروس كورونا بشري (المسمى B814) في عام 1965. وأجرى مع جون ألميدا أول دراسة مقارنة بين فيروسات كورونا البشرية وفيروس الدجاج في عام 1967، وصاغ اسم «فيروس كورونا» في عام 1968.